# 현경남초등학교
현경남초등학교는 대한민국 전라남도 무안군 현경면 양학리 584-1번지에 있었던 공립 초등학교이다.

## 연혁
- 1953년 8월 25일 현경남국민학교 설립인가
- 1953년 9월 20일 현경남국민학교 개교
- 1996년 3월 1일 현경남초등학교로 개칭
- 1999년 9월 1일 무안초등학교, 현경초등학교로 각각 통·폐합